# Asclepias nyctaginifolia
Asclepias nyctaginifolia är en oleanderväxtart som beskrevs av Asa Gray. Asclepias nyctaginifolia ingår i släktet sidenörter, och familjen oleanderväxter. Inga underarter finns listade i Catalogue of Life.